# Франк, Бруно
Бруно Франк (нем. Bruno Frank; 13 июня 1887, Штутгарт — 20 июня 1945, Беверли-Хиллз) — немецкий писатель, поэт и драматург.

## Биография
Бруно Франк родился в семье банкира. Изучал право и философию в университетах Страсбурга, Гейдельберга, Тюбингена и Мюнхена. В Тюбингенском университете ему было присвоено звание доктора философии. Во время Первой мировой войны служил на фронте солдатом. После её окончания Б. Франк — человек свободных профессий. Был близким другом писателей Л. Фейхтвангера и К. Манна.
О своём творчестве и требованиях к литературе писатель отзывался следующим образом: «Полнейшая ясность — это на мой взгляд — самое лучшее. Минимум болтовни, так как труднейшим является изложить сложнейшие вещи простыми словами. Собственно говоря, писать надо так, как это делал Тацит».
После прихода к власти в Германии национал-социалистов и на следующий день после пожара Рейхстага, 28 февраля 1933 года, Бруно Франк и его жена Лисл (единственная дочь известной актрисы оперетты Фрици Массари) в силу своего еврейского происхождения были вынуждены бежать из Германии — сперва в Австрию, затем в Швейцарию, Англию и Францию.
В эмиграции он пишет свой второй большой исторический роман — «Сервантес» (1934). В 1937 писатель создаёт роман «Загранпаспорт», в котором описывает жизнь и быт в нацистской Германии. Б. Франк всемерно поддерживал усилия Клауса Манна по созданию единого антифашистского движения в среде немецкой эмиграции, однако по мере всё более явственного расслоения антифашистов на левый и консервативный лагеря относился к такому объединению всё более скептически. Его единственным политически направленным произведением была новелла «Ложь как государственный принцип» (Lüge als Staatsprinzip, 1939), в которой он развенчивал правление Гитлера в Германии. В конце 1930-х годов Б. Франк жил во французском средиземноморском городке Санари-сюр-Мер, где тогда была большая колония немецких эмигрантов-антифашистов.
Б. Франк писал также и популярные комедии. Его пьеса «Буря в стакане воды» (Sturm im Wasserglas, 1930) экранизировалась для кино и телевидения 7 раз за период с 1931 по 1989 год. Другая его комедия — «Нина» — появилась в 1931 году. Б. Франк является также автором нескольких эссе и киносценариев (например, для фильма «Собор Парижской Богоматери», 1939).
С 1939 года писатель жил и работал в США.

## Сочинения
- 1905: Aus der goldnen Schale. Gedichte («Из золотго блюда». Поэзия) Winter, Heidelberg.
- 1906: Im dunklen Zimmer. Novelle. («В тёмной комнате». Новелла) Winter, Heidelberg.
- 1909: Die Nachtwache. Roman. («Ночная стража». Роман) Winter, Heidelberg.
- 1911: Flüchtlinge. Novellen. («Беженцы». Новеллы) Langen, München.
- 1912: Die Schatten der Dinge. Gedichte. («Тени вещей». Стихотворения) Langen, München.
- 1915: Die Fürstin. Roman. («Княгиня». Роман) Langen, München.
- 1916: Der Himmel der Enttäuschten. Novellen. («Небеса разочарованных». Новеллы) Langen, München.
- 1919: Die Trösterin. Schauspiel in drei Akten. («Утешительница». Драма) Musarion, München.
- 1921: Bigram. Neue Erzählungen. («Биграм». Новые рассказы) Musarion, München.
- 1921: Das Weib auf dem Tiere. Ein Drama. («Баба на звере». Драма) Drei Masken, München.
- 1924: Tage des Königs. Erzählung. («День короля». Рассказ) Rowohlt, Berlin.
- 1926: Trenck. Roman eines Günstlings. («Тренк. Роман фаворита») Rowohlt, Berlin.
- 1926 (?): Friedrich der Große als Mensch im Spiegel seiner Briefe, seiner Schriften, zeitgenössischer Berichte und Anekdoten. («Фридрих Великий как человек в отражении его писем, записок, современных сообщений и анекдотов») Deutsche Buch-Gemeinschaft, Berlin.
- 1927: Ein Konzert. Novellen. («Концерт». Новеллы) Kiepenheuer, Potsdam.
- 1928: Politische Novelle. Novelle. («Политическая история». Новелла) Rowohlt, Berlin.
- 1929: Der Magier. Novelle. («Чародей». Новелла) Rowohlt, Berlin.
- 1930: Sturm im Wasserglas. («Буря в стакане воды». Комедия) Komödie
- 1931: Nina. («Нина». Комедия) Komödie
- 1934: Cervantes. («Сервантес». Роман) Roman
- 1937: Der Reisepaß. («Загранпаспорт». Роман) Roman
- 1939: Lüge als Staatsprinzip. («Ложь как государственный принцип»).
- 1943: Die Tochter. Roman («Дочь». Роман).

## Посмертные издания
- Ausgewählte Werke: Prosa, Gedichte, Schauspiele (Избранные сочинения: Проза, Стихотворения, пьесы. 1957)
- Die Monduhr. Erzählungen (Лунные часы. Рассказы); Издатель Martin Gregor-Dellin (1979)

## Издания на русском языке
- Сервантес. — М., Жургаз, 1936
- Сервантес. — М., Гослитиздат, 1936
- Сервантес. — Хабаровск, 1937
- Сервантес. — М., Молодая гвардия, 1956
- Сервантес. — М., Молодая гвардия, 1960